# Alfredo Martinelli
Alfredo Martinelli (Siena, 7 marzo 1899 – Siena, 11 novembre 1968) è stato un attore italiano.

## Biografia

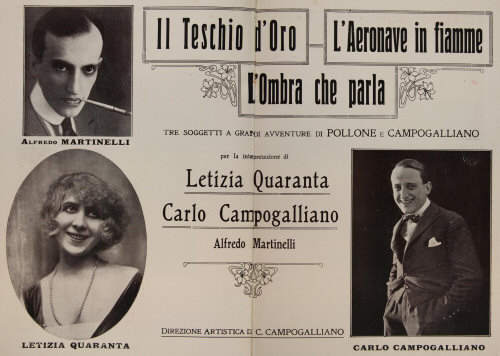
Bollettino de Il teschio d'oro (1920), con Martinelli e Letizia Quaranta

Attivo dai tempi del cinema muto, è apparso in 103 film girati tra il 1917 ed il 1967. 
Impiegato di banca, coltiva fin da ragazzo la passione per il teatro e, dopo varie esperienze, viene scritturato dalla compagnia di Alfredo De Sanctis, specializzandosi in ruoli brillanti e cimentandosi anche nell'operetta. A diciotto anni inizia a lavorare nel cinema, comparendo in molti film muti.
Con l'avvento del sonoro è uno dei primi attori ad essere scritturato dalla Cines ed inizia a lavorare anche come doppiatore, essendo tra l'altro molto richiesto. Magro, filiforme, non molto alto, quasi un fantino, diventa uno degli attori più richiesti anche se per ruoli brevi e marginali da caratterista.

## Filmografia
- Nei labirinti di un'anima, regia di Guido Brignone (1917)
- Il triangolo giallo, regia di Emilio Ghione (1917)
- I topi grigi, serie cinematografica, regia di Emilio Ghione (1918)
- Anima tormentata, regia di Mario Caserini (1919)
- La gabbia dorata, regia di Telemaco Ruggeri (1922)
- La suora bianca (The White Sister), regia di Henry King (1923)
- Romola, regia di Henry King (1924)
- Gli ultimi giorni di Pompei, regia di Carmine Gallone e Amleto Palermi (1926)
- La lanterna del diavolo, regia di Carlo Campogalliani (1931)
- La segretaria privata, regia di Goffredo Alessandrini (1931)
- Resurrectio, regia di Alessandro Blasetti (1931)
- La cantante dell'Opera, regia di Nunzio Malasomma (1932)
- La signora di tutti, regia di Max Ophüls (1934)
- Fermo con le mani!, regia di Gero Zambuto (1937)
- L'albergo degli assenti, regia di Raffaello Matarazzo (1939)
- Finisce sempre così, regia di Enrico Susini (1939)
- La danza dei milioni, regia di Camillo Mastrocinque (1940)
- Una romantica avventura, regia di Mario Camerini (1940)
- Taverna rossa, regia di Max Neufeld (1940)
- I mariti (Tempesta d'anime), regia di Camillo Mastrocinque (1941)
- Il bravo di Venezia, regia di Carlo Campogalliani (1941)
- L'amante segreta, regia di Carmine Gallone (1941)
- Giungla, regia di Nunzio Malasomma (1942)
- La pantera nera, regia di Domenico Gambino (1942)
- L'avventura di Annabella, regia di Leo Menardi (1943)
- Due cuori fra le belve, regia di Giorgio Simonelli (1943)
- Arrivederci, papà!, regia di Camillo Mastrocinque (1947)
- Vivere a sbafo, regia di Giorgio Ferroni (1949)
- Sambo, regia di Paolo William Tamburella (1950)
- Altri tempi, epis. Pot pourri di canzoni, regia di Alessandro Blasetti (1952)
- La domenica della buona gente, regia di Anton Giulio Majano (1953)
- La rivale, regia di Anton Giulio Majano (1955)
- Perfide ma... belle, regia di Giorgio Simonelli (1958)
- Fontana di Trevi, regia di Carlo Campogalliani (1960)
- Matchless, regia di Alberto Lattuada (1967)

## Prosa televisiva RAI
- La sera del sabato, regia di Anton Giulio Majano, trasmessa il 25 febbraio 1955.
- Una tragedia americana (1962, sceneggiato televisivo).
- La cittadella, regia di Anton Giulio Maiano, trasmessa nel 1964